# Misumena bicolor
Misumena bicolor là một loài nhện trong họ Thomisidae.
Loài này thuộc chi Misumena. Misumena bicolor được Eugène Simon miêu tả năm 1875.